# Yesterday (película de 2004)
Yesterday es una película sudafricana del año 2004, escrita y dirigida por Darrell Roodt.

## Sinopsis
Yesterday vive en Rooihoek, un pequeño pueblo de Zululandia, en Sudáfrica. Debe hacer frente a las dificultades de un día a día precario, sola. Educa con coraje y alegría a su hija de 7 años, Beauty, mientras su marido trabaja como minero en Johannesburgo. El frágil equilibrio de la vida de Yesterday se ve amenazado cuando le diagnostican sida. A partir de ese momento, solo tendrá una preocupación: asegurar un futuro digno para su hija. Yesterday es el primer largometraje rodado en zulú.

## Nominaciones
- 2006: Emmy: Nominada a Mejor telefilm
- 2004: Oscar: Nominada a Mejor película de habla no inglesa

## Premios
- Venecia IFF 2004
- Cape Town 2004
- Pune 2005
- Peabody 2006